# Skizze zur Einleitung für Richard und Samuel
Skizze zur Einleitung für Richard und Samuel ist eine kleine Prosa von Franz Kafka, die er im November 1911 anfertigte. Sie dient als eine Art Erläuterung zu dem zu seinen Lebzeiten veröffentlichten ersten Kapitel des Romanversuches Richard und Samuel.

## Entstehung
Im August 1911 unternahmen Kafka und sein Freund Max Brod eine gemeinsame Reise in den Süden. Sie versuchen jeder für sich ihre Eindrücke schriftstellerisch festzuhalten und diese dann in einen gemeinsamen Roman einfließen zu lassen. Dieses Experiment schlug allerdings fehl, da sie immer stärker ihre nicht zu vereinbarenden Gegensätzlichkeiten registrieren mussten. Die vorliegende Skizze entstand im  November 1911 unmittelbar vor dem ersten und zugleich letzten Kapitel des Romans.
Die Skizze entstammt den Aufzeichnungen im Rahmen der sogenannten Konvolute, das vorliegende als Konvolut „Skizze zur Einleitung über Richard und Samuel“ bezeichnet.
Diese Prosa von etwa einer Buchseite ist nicht in allen handelsüblichen Kafka-Ausgaben zu finden, wird aber von aktuellen Biographen und Publikationen, etwa Peter-André Alts Kafka: Der ewige Sohn, erwähnt.

## Zusammenfassung
Es werden die Charaktere Samuel und Richard dargestellt, wobei Samuel Max Brod und Richard Franz Kafka entsprechen soll. Dies geht weder aus der Skizze noch aus dem Romankapitel hervor, wird aber in der Sekundärliteratur so zugeordnet.
Die Charakterisierung ist nicht eindeutig. Letztlich kann man keiner Person konkrete Eigenschaften zuordnen. Es ist vielmehr ein Blick in eine sehr verästelte Freundschaftsbeziehung. Die angesprochenen Punkte („z. B. das Bedürfnis Samuels nach dem Gelde Richards“, „Samuel [ist] auch der eigentliche Beiseitesprecher und der Zurückweichende in diesem Verhältnis“) bleiben seltsam verschwommen.
Die Absicht, mit der der Roman begonnen wurde, nämlich die Gegenüberstellung der Beschreibung beider Reiseerlebnisse, ist hier überhaupt nicht erkennbar. Die Skizze kreist ausschließlich um die verschiedenen Befindlichkeiten der zwei Protagonisten und ihre Abgrenzungen.

## Manuskript
Das handschriftliche Manuskript der Skizze zur Einleitung für Richard und Samuel, welches sich seit 1983 in Schweizer Privatbesitz befand, wurde im Mai 2018 bei einer Auktion in Hamburg versteigert. Unter anderem beteiligte sich auch das Deutsche Literaturarchiv Marbach, das für den Zweck der Ersteigerung eine private Schenkung von 140.000 € erhalten hatte. Den Zuschlag erhielt zuletzt ein amerikanischer Sammler für 150.000 €. Nachdem diesem jedoch bekannt wurde, um wen es sich bei dem Mitbieter handelte, entschied er sich dafür, das Manuskript dem Deutschen Literaturarchiv zu überlassen. Nach Angaben des Auktionshauses war das sechsseitige Fragment das „erste seit der Versteigerung von Der Prozess 1988 auf einer Auktion angebotene Kafka-Manuskript“.

## Zitat
- wo […] Samuel dagegen so stark ist, dass er alles kann und Richard sogar umzingelt, bis dann in Paris der letzte von Samuel vorhergesehene, von Richard gar nicht mehr erwartete, daher mit Todeswünschen erlittene Stoß kommt, der die Freundschaft zur endlichen Ruhe bringt.

## Ausgabe
- Nachgelassene Schriften und Fragmente I Herausgegeben von Malcom Pasley (Born/Neumann/Schillemeit) Fischer Taschenbuch Verlag S. 183, ISBN 3-596-15700-5

## Sekundärliteratur
- Peter-André Alt: Franz Kafka: Der ewige Sohn. Eine Biographie. München: C.H. Beck 2005, ISBN 3-406-53441-4
- Reiner Stach  "Kafka Die Jahre der Entscheidungen", S. Fischer Verlag 2004, ISBN 3-596-16187-8
- Hans Dieter Zimmermann: Kafka für Fortgeschrittene. C.H. Beck, München, 2004, ISBN 3-406-51083-3.
- „Franz Kafka Tagebücher“, hg. von Malcolm Pasley u. a., S. Fischer Verlag, ISBN 3-596-15700-5